# Franz Buxbaum
Franz Buxbaum (n. 25 februarie 1900 la Liebenau, Graz – d. 7 februarie 1979 la Fürstenfeld) a fost un botanist austriac.
Acesta s-a specializat în studierea cactușilor.

## Lucrări
- Die Pflanzenfamilie der Kakteen, anul 1955 - o lucrare, în care acesta face o sistematizare a familiilor de cactuși.